# Aeropuerto Campo de Marte
El Aeroporto Campo de Marte (SBMT) es un aeropuerto brasileño, localizado en la zona norte de la ciudad de São Paulo, en el barrio de Santana. Fue la primera infraestructura aeroportuaria de São Paulo, aunque a día de hoy no cuenta con líneas comerciales regulares, predominando más el tráfico de helicópteros y aviones de pequeño tamaño, el denominado como aviación general. La mayor flota de helicópteros de Brasil está ubicada en este aeropuerto y su infraestructura permite que São Paulo albergue la mayor flota del mundo de ese tipo de aeronave, superando incluso a Nueva York.
El aeropuerto es sede del Aeroclub de São Paulo, la mayor escuela de aviación civil de América Latina y una de las más antiguas en funcionamiento en Brasil.
El aeropuerto también cuenta con la ACECAM (Asociación de los Concesionarios, Empresas Aeronáuticas Intervinientes y Usuarios del Aeroporto Campo de Marte) donde se encuentran integrantes y servicios prestados en el Aeropuerto Campo de Marte. 
Además de las actividades aeroportuarias y de la escuela de aviación, el Campo de Marte alberga el Servicio Aerotáctico de la Policía Civil y el Grupo de Rádio Patrulla Aérea de la Policía Militar, sin contar los grupos de la Fuerza Aérea Brasileña, como el IV Comando Aéreo Regional, el Parque de Material Aeronáutico de São Paulo y el Hospital de la Aeronáutica. Es un aeropuerto compartido, con parte del área bajo administración del Comando de la Aeronáutica y otra bajo el control de la Infraero, ambos ligados al Ministerio de Defensa.

## Historia
Las actividades operacionales del aeropuerto fueron iniciadas en 1920, siendo la primera infraestructura aeroportuaria de la ciudad de São Paulo, cuando fue construida la primera pista para aterrizajes y despegues, así como un hangar de la Fuerza Armada.
Durante la Revolución de 1932 el gobierno federal ordena a las fuerzas armadas el bombardeo aéreo del Campo de Marte, además de la ciudad de Campinas, una Central Hidroeléctrica, posiciones en el Valle del Paraíba – entre Bananal y Barra Mansa y en las ciudades de Faxina, Buri y Itapetininga.
El Campo de Marte fue objetivo de un ataque aéreo pesado pues sus pilotos habían sido convocados para integrar el Movimiento Constitucionalista, junto con otros aviadores militares que se habían adherido a la causa. Esto propició la práctica de destrucción del aeropuerto. Terminada la contienda, todos los aviones del Campo de Marte fueron llevados para el Campo de los Afonsos, en Río de Janeiro.

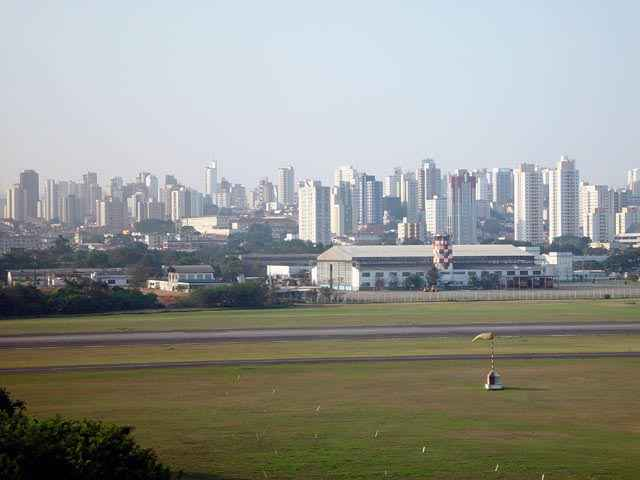
Campo de Marte y al fondo el panorama del barrio de Santana.

Además del ataque aéreo en la Revolución de 1932 y la prohibición de la terminal aeroportuaria en 1934 por el entonces presidente Getúlio Vargas, hubo una gran inundación en el lugar en 1929. Esos problemas supondrán el inicio de estudios técnicos para la elección de un local alternativo. El sitio escogido fue Congonhas, donde fue inaugurado en 1936 el aeropuerto. Los barrios de Brooklin e Indianópolis también fueron estudiados en la época.

### Aviación civil
En 12 de noviembre de 1933 hubo una ceremonia, en la cual se inaugurarán los vuelos comerciales para el interior paulista con la VASP, con dos rutas; una para São José do Río Preto con escala en São Carlos, y otra para Uberaba con escala en Arroyo Preto, al que vino a suplantar en 1934, el "Parque Aeronáutico" que ocupó una buena zona del área del Campo de Marte.

## Actualidad
Actualmente el aeropuerto opera exclusivamente con aviación general, ejecutiva y táxi aéreo. Están alojados en el lugar el Servicio Aerotáctico de la Policía Civil, el Grupo de Rádio Patrulla Aérea de la Policía Militar del Estado de São Paulo y el Aeroclub de São Paulo. El último, fundado en 1931, es la mayor escuela de aviación de América Latina. El aeropuerto opera con el sistema de balizamiento nocturno, que permite operaciones de la aviación ejecutiva hasta las 22 horas, también es el cuarto del país — después Congonhas, Guarulhos y Brasilia — en movimiento operacional.

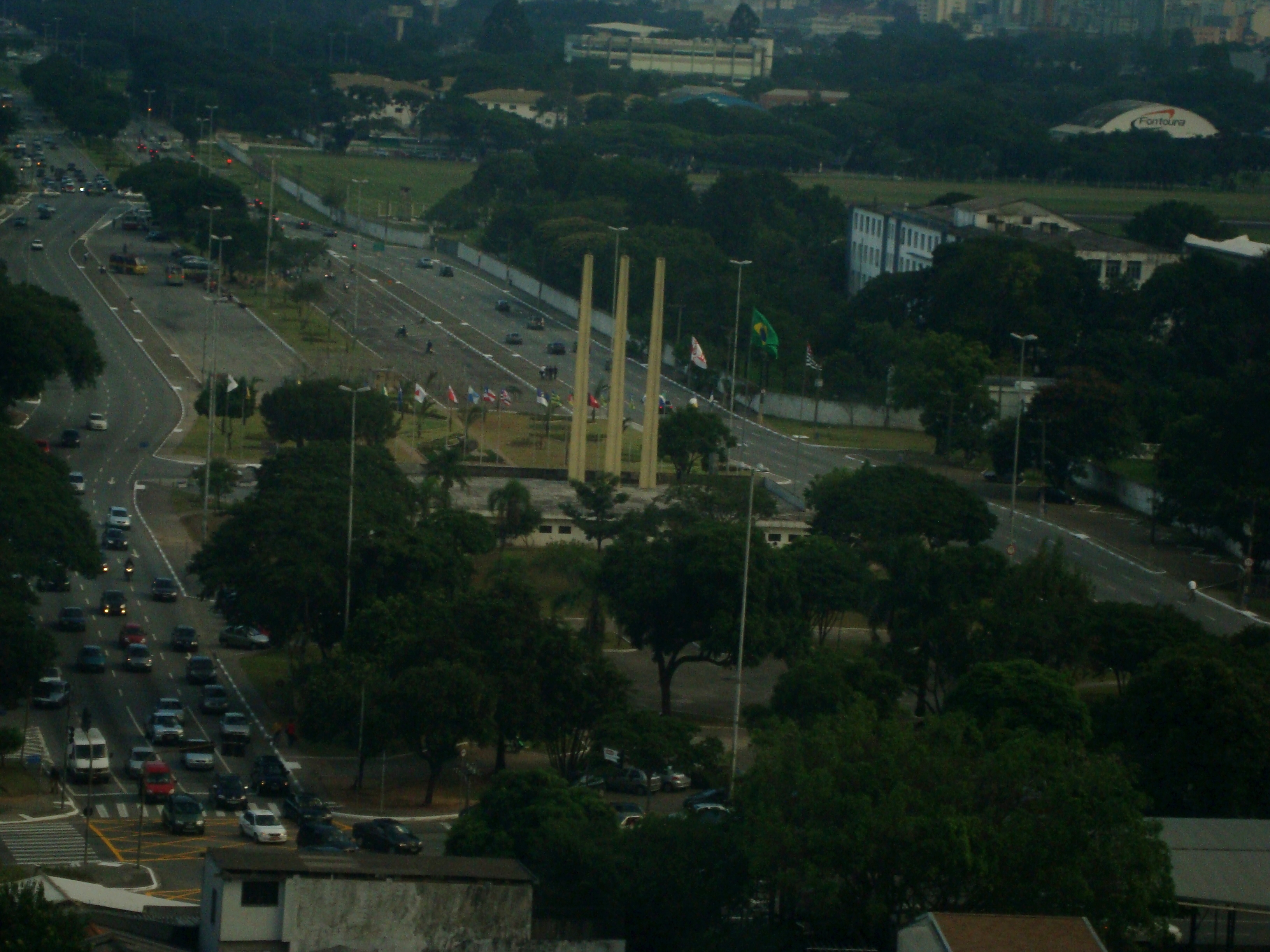
Vista de la Avenida Santos Dumont, Plaza Héroes de la FEB y del aeropuerto en un día lluvioso.

### Accidente e incidentes
- 1962 - El día 26 de noviembre una aeronave de la VASP con destino al Río de Janeiro colisionó en el aire contra un avión bimotor Cessna 310 con destino al Campo de Marte. Los dos volaban en direcciones opuestas y no hubo contacto visual, las 26 personas situadas en ambos fallecieron.[4]
- 1984 – Siete personas resultaron muertas con la caída de un táxi aéreo en el Carandiru, el accidente alcanzó tres casas en el barrio. La aeronave cayó poco tiempo después de levantar vuelo del Campo de Marte.[5]
- 1995 - En noviembre un avión Cessna cayó sobre la avenida Santos Dumont en el barrio de Santana matando seis personas. El hecho ocurrió debido a que el piloto no consiguió levantar el vuelo.[6]
- 2003 - Un helicóptero sufrió una caída durante un entrenamiento para aterrizaje de emergencia, hubo un incendio después de la caída. El instructor murió en el lugar del accidente.[7]
- 2006 - Un helicóptero contratado por la Eletropaulo despegó del aeropuerto para un vuelo de inspección de red eléctrica sobre líneas de transmisión de la subestación de la Lapa, barrio de la zona oeste de São Paulo. Observadores informaron que la aeronave aparentemente se desvió de su trayecto normal para intentar un aterrizaje de emergencia, la misma se chocó contra el tejado de un edificio y en seguida con una vía pública habiendo una explosión. Los tres ocupantes fallecieron en el accidente.[8]
- 2007 - En 4 de noviembre un reactor Learjet 35 cayó sobre casas residenciales del barrio de la Casa Verde minutos después despegar del Campo de Marte. El accidente dejó 10 personas muertas, de entre ellas los dos pilotos y una familia residente de uno de los casas alcanzadas.[9][10]
- 2018 - El 29 de julio un Beechcraft C90GTi King Air propiedad de Videplast, una compañía brasileña de plásticos, se estrelló en la pista de Campo de Marte con siete personas a bordo alrededor de las 18:10 (21:10 UTC). Antes del aterrizaje, la tripulación informó de un mal funcionamiento en el tren de aterrizaje y realizó dos pases bajos sobre el aeropuerto. La tercera vez, intentando un nuevo acercamiento, giró 180 grados alrededor del eje longitudinal y se estrelló invertido en una calle de rodaje. Uno de los dos pilotos a bordo murió.

### Eventos
El día 12 de julio de 2003, hubo la grabación del 6° CD del grupo de música gospel Diante do Trono titulado Quero me Apaixonar, reunió cerca de 2 millones de espectadores.

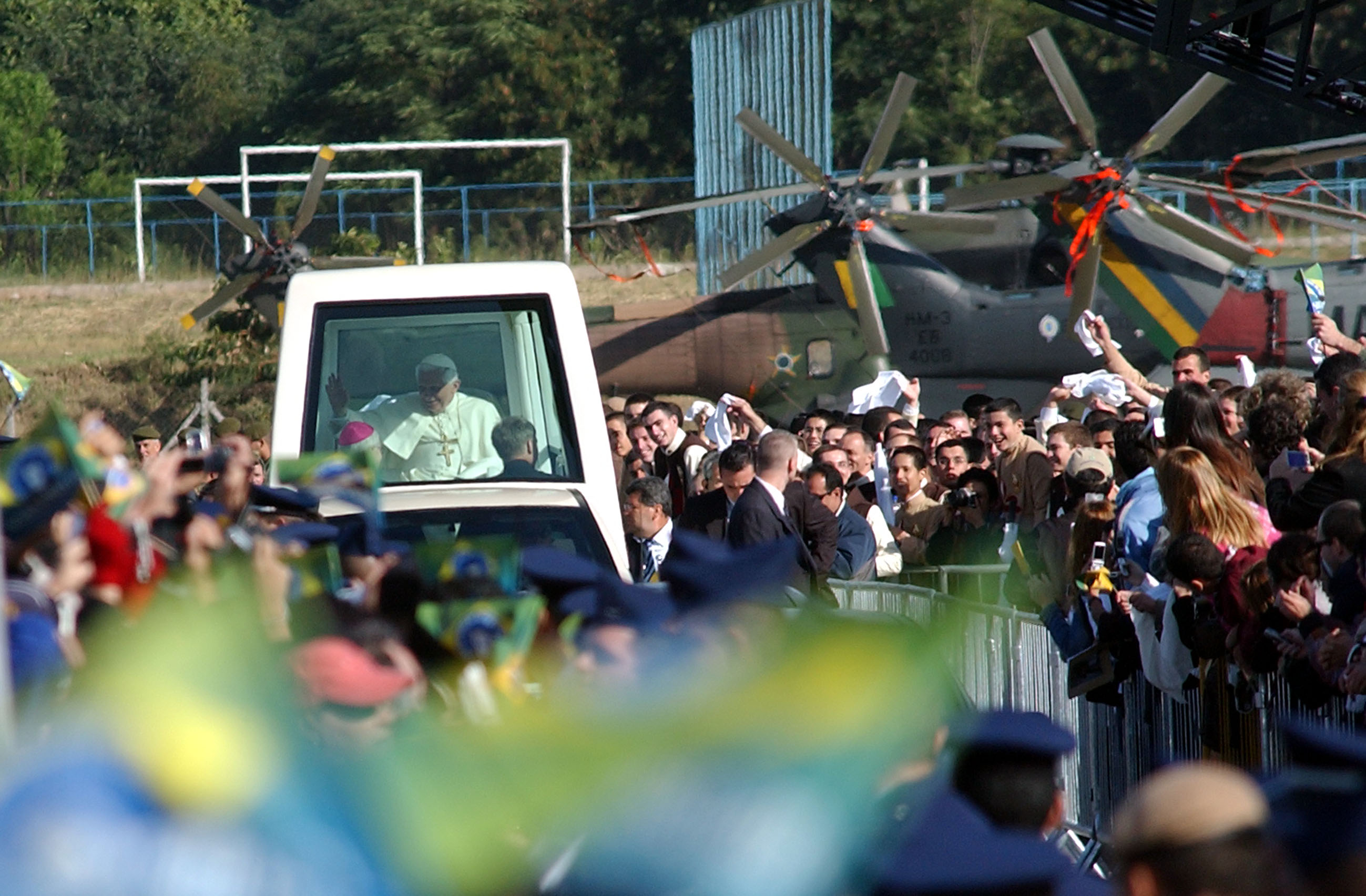
El papa en su papamóvil en la ceremonia de canonización del fraile brasilero Fray Galvão en el aeropuerto.

La canonización del beato brasilero Fray Galvão ocurrió el día 11 de mayo de 2007 durante la visita del Papa Benedicto XVI a la ciudad de São Paulo. La misa campal fue realizada en el aeropuerto. Con la canonización, Fray Galvão es el primer santo nacido en territorio brasilero. Hubo la presencia de miles de fieles procedentes de todas las partes de América Latina y con transmisión en vivo para todo el país.
En el aeropuerto sucede anualmente el Domingo Aéreo en el Parque de Material Aeronáutica de São Paulo que es un conjunto de exposiciones estáticas de aeronaves, comercios de artículos relacionados con la aviación y shows aéreos como: saltos de paracaidistas, acrobacias aéreas, pasadas de cazas supersónicos F-5En Tiger II de la Fuerza Aérea Brasileña y presentaciones de la Esquadrilha de la Fumaça.

### Cierre
Un proyecto de la Agencia Nacional de Transportes Terrestres, pretende cerrar el aeropuerto para la construcción de la estación del Tren de Alta Velocidad Rio-São Paulo que unirá São Paulo con Río de Janeiro y Campinas. El ministro de la Defensa Nelson Jobim afirmó que el Campo de Marte deberá sufrir alteraciones, como la transformación en helipuerto, ya que el tráfico de estas aeronaves corresponde al 64% del total actualmente.
La estación será subterránea y el terreno servirá también de plataforma de operaciones ferroviarias, un parque, además de permitir la ampliación del centro de exposiciones del Anhembi. La previsión es que el cierre ocurra en 2014, año de la Copa del Mundo. La vinculación entre el Campo de Marte y el Metro será por una pasaje subterráneo hasta la estación Carandiru de la línea 1-Azul.